# Gonçalo Feio
Gonçalo Feio (Lisbona, 17 gennaio 1990) è un allenatore di calcio portoghese.

## Carriera
Si è trasferito in Polonia nel 2010 per uno scambio universitario, iniziando a lavorare nel settore giovanile del Legia Varsavia, dopo aver effettuato negli anni precedenti dei periodi di stage al Benfica, all'Arsenal e alla Roma. Nel gennaio del 2014 diventa collaboratore tecnico della prima squadra, lasciando poi l'incarico nel dicembre del 2015.
Nel 2016 diventa tecnico della formazione Under-17 del Wisła Cracovia; il 4 gennaio 2017 viene nominato vice allenatore di Kiko Ramírez nella prima squadra del club. Lascia la Stella Bianca nel gennaio del 2018; nel 2019 torna a lavorare con Ramírez allo Xanthī.
Il 9 gennaio 2020 diventa il vice di Marek Papszun al Raków Częstochowa, ruolo che riveste fino al luglio del 2022. Il 19 settembre seguente diventa il nuovo tecnico del Motor Lublino; dopo aver conquistato la promozione in I liga, il 18 marzo 2024 si dimette dall'incarico. Il 10 aprile seguente diventa l'allenatore del Legia Varsavia, con cui firma fino al 2025.

## Statistiche

### Statistiche da allenatore
Statistiche aggiornate al 5 maggio 2025.
| Stagione              | Squadra               | Campionato            | Campionato | Campionato | Campionato | Campionato | Coppe nazionali | Coppe nazionali | Coppe nazionali | Coppe nazionali | Coppe nazionali | Coppe continentali | Coppe continentali | Coppe continentali | Coppe continentali | Coppe continentali | Altre coppe | Altre coppe | Altre coppe | Altre coppe | Altre coppe | Totale | Totale | Totale | Totale | % Vittorie | Piazzamento      |
| Stagione              | Squadra               | Comp                  | G          | V          | N          | P          | Comp            | G               | V               | N               | P               | Comp               | G                  | V                  | N                  | P                  | Comp        | G           | V           | N           | P           | G      | V      | N      | P      | %          | Piazzamento      |
| --------------------- | --------------------- | --------------------- | ---------- | ---------- | ---------- | ---------- | --------------- | --------------- | --------------- | --------------- | --------------- | ------------------ | ------------------ | ------------------ | ------------------ | ------------------ | ----------- | ----------- | ----------- | ----------- | ----------- | ------ | ------ | ------ | ------ | ---------- | ---------------- |
| set. 2022-2023        | Motor Lublino         | 2L                    | 23+2       | 14+1       | 6+1        | 3          | CP              | 3               | 2               | 0               | 1               | -                  | -                  | -                  | -                  | -                  | -           | -           | -           | -           | -           | 28     | 17     | 7      | 4      | 60,71      | Sub., 6º (prom.) |
| 2023-mar. 2024        | Motor Lublino         | 1L                    | 24         | 12         | 4          | 8          | CP              | 2               | 1               | 0               | 1               | -                  | -                  | -                  | -                  | -                  | -           | -           | -           | -           | -           | 26     | 13     | 4      | 9      | 50,00      | Eson.            |
| Totale Motor Lublino  | Totale Motor Lublino  | Totale Motor Lublino  | 49         | 27         | 11         | 11         |                 | 5               | 3               | 0               | 2               |                    | -                  | -                  | -                  | -                  |             | -           | -           | -           | -           | 54     | 30     | 11     | 13     | 55,56      |                  |
| apr.-giu. 2024        | Legia Varsavia        | EK                    | 7          | 4          | 2          | 1          | CP              | -               | -               | -               | -               | UECL               | -                  | -                  | -                  | -                  | SP          | -           | -           | -           | -           | 7      | 4      | 2      | 1      | 57,14      | Sub., 3º         |
| 2024-2025             | Legia Varsavia        | EK                    | 30         | 14         | 8          | 8          | CP              | 5               | 5               | 0               | 0               | UECL               | 16                 | 11                 | 1                  | 4                  | -           | -           | -           | -           | -           | 51     | 30     | 9      | 12     | 58,82      | in corso         |
| Totale Legia Varsavia | Totale Legia Varsavia | Totale Legia Varsavia | 37         | 18         | 10         | 9          |                 | 5               | 5               | 0               | 0               |                    | 16                 | 11                 | 1                  | 4                  |             | -           | -           | -           | -           | 58     | 34     | 11     | 13     | 58,62      |                  |
| Totale carriera       | Totale carriera       | Totale carriera       | 86         | 45         | 21         | 20         |                 | 10              | 8               | 0               | 2               |                    | 16                 | 11                 | 1                  | 4                  |             | -           | -           | -           | -           | 112    | 64     | 22     | 26     | 57,14      |                  |

## Palmarès

### Allenatore

#### Competizioni nazionali
- Coppa di Polonia: 1

Legia Varsavia: 2024-2025